# Earthworm Jim (computerspel)
Earthworm Jim (Japans: アースワームジム) is een platformspel, met in de hoofdrol een regenworm (earthworm) genaamd Jim. Het spel is op verschillende consoles uitgekomen: in 1994 werd deze introduceerd op de Sega Mega Drive, waarna het spel later op de SNES, de Game Boy, de Sega Game Gear, de Master System en de Game Boy Advance verscheen. Er verschenen twee opvolgers, Earthworm Jim 2 en Earthworm Jim 3D.
Van het spel is in 1995 een speciale editie verschenen voor de Mega-CD en Windows, genaamd Earthworm Jim Special Edition.

## Platforms
| Jaar | Platform                 |
| ---- | ------------------------ |
| 1994 | SNES, Sega Mega Drive    |
| 1995 | DOS, Game Boy, Game Gear |
| 1996 | Sega Master System       |
| 2001 | Game Boy Advance         |
| 2008 | Wii Virtual Console      |

## Ontvangst
| Beoordeeld door                      | Platform         | Datum           | Score |
| ------------------------------------ | ---------------- | --------------- | ----- |
| Game Players                         | SNES             | november 1994   | 95%   |
| GamePro (USA)                        | SNES             | november 1994   | 90%   |
| Electronic Gaming Monthly (EGM)      | Sega Mega Drive  | oktober 1994    | 88%   |
| Mega Fun                             | Sega Mega Drive  | november 1994   | 87%   |
| Total! (Duitsland)                   | Game Boy         | juli 1995       | 85%   |
| Pocket Magazine / Pockett Videogames | Game Boy Advance | 1 december 2001 | 80%   |
| 4Players.de                          | Game Boy Advance | 10 oktober 2001 | 68%   |
| Game Informer Magazine               | Game Boy Advance | juli 2001       | 65%   |
| Electronic Gaming Monthly (EGM)      | Game Gear        | juli 1995       | 65%   |
| Gamekult                             | Game Boy Advance | 31 juli 2001    | 60%   |

## Trivia
- Het spel is opgenomen in het boek 1001 Video Games You Must Play Before You Die van Tony Mott.